# Elecciones a la Asamblea Regional de Murcia de 2003
Las elecciones a la Asamblea Regional de Murcia de 2003 se celebraron el 25 de mayo.

## Resultados
| ← Elecciones a la Asamblea Regional de Murcia de 2003 → |                                                                   |                      |         |       |         |     |
| Presidente y gobierno | Partido                                                           | Candidato            | Votos   | %     | Escaños | +/- |
| - Presidente: Ramón Luis Valcárcel - Gobierno: PP - Censo: 911.054 - Votantes: 616.397 (69,98%) - Abstención: 294.657 (32,3%) - Válidos: 649.029 - A candidatura: 639.088 (98,6%) | Partido Popular (PP)                                              | Ramón Luis Valcárcel | 367.710 | 56,66 | 28      | +2  |
| - Presidente: Ramón Luis Valcárcel - Gobierno: PP - Censo: 911.054 - Votantes: 616.397 (69,98%) - Abstención: 294.657 (32,3%) - Válidos: 649.029 - A candidatura: 639.088 (98,6%) | Partido Socialista de la Región de Murcia (PSRM-PSOE)             | Ramón Ortiz          | 221.392 | 34,11 | 16      | -2  |
| - Presidente: Ramón Luis Valcárcel - Gobierno: PP - Censo: 911.054 - Votantes: 616.397 (69,98%) - Abstención: 294.657 (32,3%) - Válidos: 649.029 - A candidatura: 639.088 (98,6%) | Izquierda Unida de la Región de Murcia (IURM)                     | Cayetano Jaime Moltó | 36.754  | 5,66  | 1       | =   |
| - Presidente: Ramón Luis Valcárcel - Gobierno: PP - Censo: 911.054 - Votantes: 616.397 (69,98%) - Abstención: 294.657 (32,3%) - Válidos: 649.029 - A candidatura: 639.088 (98,6%) | Los Verdes (LV)                                                   |                      | 10.208  | 1,57  | 0       |     |
| - Presidente: Ramón Luis Valcárcel - Gobierno: PP - Censo: 911.054 - Votantes: 616.397 (69,98%) - Abstención: 294.657 (32,3%) - Válidos: 649.029 - A candidatura: 639.088 (98,6%) | Convergencia Ciudadana del Sureste (CCS)                          |                      | 1.194   | 0,18  | 0       |     |
| - Presidente: Ramón Luis Valcárcel - Gobierno: PP - Censo: 911.054 - Votantes: 616.397 (69,98%) - Abstención: 294.657 (32,3%) - Válidos: 649.029 - A candidatura: 639.088 (98,6%) | Partido Humanista (PH)                                            |                      | 1.063   | 0,16  | 0       |     |
| - Presidente: Ramón Luis Valcárcel - Gobierno: PP - Censo: 911.054 - Votantes: 616.397 (69,98%) - Abstención: 294.657 (32,3%) - Válidos: 649.029 - A candidatura: 639.088 (98,6%) | Familia y Vida (Familia y Vida)                                   |                      | 392     | 0,06  | 0       |     |
| - Presidente: Ramón Luis Valcárcel - Gobierno: PP - Censo: 911.054 - Votantes: 616.397 (69,98%) - Abstención: 294.657 (32,3%) - Válidos: 649.029 - A candidatura: 639.088 (98,6%) | Democracia Nacional-Partido Nacional de los Trabajadores (DN-PNT) |                      | 239     | 0,04  | 0       |     |
| - Presidente: Ramón Luis Valcárcel - Gobierno: PP - Censo: 911.054 - Votantes: 616.397 (69,98%) - Abstención: 294.657 (32,3%) - Válidos: 649.029 - A candidatura: 639.088 (98,6%) | Centro Democrático y Social (CDS)                                 |                      | 136     | 0,02  | 0       |     |
| - Presidente: Ramón Luis Valcárcel - Gobierno: PP - Censo: 911.054 - Votantes: 616.397 (69,98%) - Abstención: 294.657 (32,3%) - Válidos: 649.029 - A candidatura: 639.088 (98,6%) | En blanco                                                         | N/A                  | 8.839   | 1,4   | N/A     | N/A |
| - Presidente: Ramón Luis Valcárcel - Gobierno: PP - Censo: 911.054 - Votantes: 616.397 (69,98%) - Abstención: 294.657 (32,3%) - Válidos: 649.029 - A candidatura: 639.088 (98,6%) | Nulos                                                             | N/A                  |         |       | N/A     | N/A |

### Investidura del Presidente de la Región de Murcia
| Candidato                 | Fecha                                                   | Voto       |    |    |   | Total |
| ------------------------- | ------------------------------------------------------- | ---------- | -- | -- | - | ----- |
| Ramón Luis Valcárcel (PP) | 26 de junio de 2003 Mayoría requerida: Absoluta (23/45) | Sí         | 28 |    |   | 28/45 |
| Ramón Luis Valcárcel (PP) | 26 de junio de 2003 Mayoría requerida: Absoluta (23/45) | No         |    |    | 1 | 1/45  |
| Ramón Luis Valcárcel (PP) | 26 de junio de 2003 Mayoría requerida: Absoluta (23/45) | Abstención |    | 16 |   | 16/45 |

## Por circunscripciones
| Circunscripción | 1.ª | 2.ª | 3.ª | 4.ª | 5.ª | Total |
| --------------- | --- | --- | --- | --- | --- | ----- |
| PP              | 4   | 7   | 13  | 2   | 2   | 28    |
| PSOE            | 3   | 3   | 7   | 2   | 1   | 16    |
| IU              | -   | -   | 1   | -   | -   | 1     |